# Weltoperntag
Der Weltoperntag (World Opera Day) ist ein internationaler Aktionstag, der jährlich am 25. Oktober begangen wird, dem Geburtstag der Komponisten Georges Bizet (1838–1875) und Johann Baptist Strauss (1825–1899). 

## Entstehung und Bedeutung
Der Aktionstag soll unter anderem auf die gesellschaftliche Relevanz und den Wert der über 400-jährigen Kunstform für unsere Gesellschaft aufmerksam machen. 
Opern- und Theaterhäuser weltweit beteiligen sich mit lokalen Aktionen, Tagungen, Performances, Ausstellungen und Online-Veranstaltungen an diesem Gedenktag, der erstmals 2019 in Karlsruhe und Strasbourg ausgerufen wurde und unter dem Motto Building Bridges stand. Dieser erste World Opera Day wurde von drei Opernverbänden koordiniert: Opera America, Opera Latinoamérica und Opera Europa. Zu den weiteren Initiatoren des Aktionstages zählen nationale Opernverbände wie der Deutsche Bühnenverein (Deutschland), Opera.ca (Kanada), Réunion des Opéras de France, Opera XXI (Spanien) oder Opera & Music Theatre Forum (United Kingdom).